# 绒盾蜗牛
绒盾蜗牛（学名：Aegista lautsi brachylasia），是柄眼目扁蜗牛科盾蜗牛属的一种。主要分布于台湾，树栖型。